# N and R Handyside & Co
«N and R Handyside & Co.» — компанія суднових брокерів, комерсантів, судновласників і операторів (менеджерів) в Глазго, Шотландія, яка діяла з 1838 до 1855 року.

## Історія
- 1838 рік: Брати Ніколь і Роберт Гендісайд (англ. Nicol and Robert Handyside) увійшли в бізнес як суднови брокери і підприємці з торгівлі, створивши компанію під назвою «N and R Handyside & Co.» в Глазго. Спочатку вони спеціалізувалися на балканському і російському напрямках торгівлі морем.[1]
- 1850 рік: Вони також стали менеджерами «Glasgow and Lisbon Steam Packet Co.».[1]
- 1852 рік: Вони почали використовувати назву «Anchor Line» в своїй рекламі.[1] Але, згідно іншого джерела, вперше назва «Anchor Line» була використана для судна Tempest для його першого трансатлантичного рейсу в 1856 році і термін «Anchor Line» не використовувався для Середземноморських рейсів до 1863 року.[2][3] «N and R Handyside & Co.» найняли капітана Томаса Гендерсона (англ. Thomas Henderson) розвивати міжконтинентальний брокерський бізнес. Томас Гендерсон був сином капітана судна з Pittenweem в Файф.[1]
- 1854 рік: 21 грудня для Гендісайдів спущений на воду вітрильник «Tempest», який будували на верфі «Sandeman & McLaurin в Глазго».[4] Це було залізне судно.[2]
- 1855 рік:
  - Вітрильник Гендісайдів «Tempest», будівництво якого було закінчено 31 березня 1855 року, став першим судном, яке об'явилося в головній ролі нового концерну. Вітрильник 866 тонн мав 214 футів (65 м) в довжину, побудували «Sandeman & McLaurin».[5][4][2]
  - «Tempest» почав свій перший рейс з Глазго в Бомбей 3 квітня 1855 року на чолі з капітаном Дж. Хендерсон, коли судно вийшло з порту приписки Глазго.[5][4]
  - «Tempest» прибув в Бомбей 17 липня 1855 року.[5]
  - «Tempest» прибув в Ліверпуль наприкінці 1855 року, після повернення з Бомбея.
  - «N and R Handyside & Co.» управляла невеликим флотом вітрильників.[4] Гендерсон запропонував обслуговування пароплавами від Клайда до Америки. Так було сформовано партнерство «Handysides and Henderson».[1]
- 1856 рік: 
  - На вітрильник «Tempest» встановили складовий двигуни 150 к.с.,[1] — це вже пароплав.
  - У травні 1856 року з'являється реклама на трансатлантичний рейс від Глазго до Нью-Йорка на пароплаві «Tempest», вихід судна в рейс об'явлений на початок липня. Тут же вперше з'являється назва «Anchor Line».[2]
  - На початку липня 1856 року «Tempest» вийшов з Глазго в свій перший трансатлантичний рейс,[1][2] але це вже «Handysides and Henderson».